# Ђулешти (Бихор)
Ђулешти (рум. Giulești) насеље је у Румунији у округу Бихор у општини Пиетроаса. Oпштина се налази на надморској висини од 557 m.

## Становништво
Према подацима из 2002. године у насељу је живело 166 становника, од којих су сви румунске националности.